# Białawoda (województwo małopolskie)
Białawoda – wieś w Polsce położona w województwie małopolskim, w powiecie nowosądeckim, w gminie Łososina Dolna.
W latach 1975–1998 miejscowość administracyjnie należała do województwa nowosądeckiego.

## Położenie
Wieś leży w pobliżu Jeziora Rożnowskiego, na wschodnich krańcach Beskidu Wyspowego.

## Części wsi
| SIMC    | Nazwa     | Rodzaj    |
| ------- | --------- | --------- |
| 0447681 | Bazówka   | część wsi |
| 0447698 | Kawiory   | część wsi |
| 0447706 | Kokoc     | część wsi |
| 0447712 | Lemiesz   | część wsi |
| 0447729 | Mortkówka | część wsi |
| 0447735 | Rozdziele | część wsi |

## Ludność
Mieszkańcy wsi to głównie sadownicy, produkujący jabłka, gruszki, śliwy, wiśnie. Występują też plantacje porzeczek, warzyw (ziemniaki, buraki itp.) oraz zbóż.

## Zabytki
- Grodzisko – szczyt wzgórza Zamczysko otoczony wałem. Między wałem a majdanem o wymiarach 60*25 m. istnieje rów podkowiasty. Obiekt częściowo zniszczony przez nieczynny kamieniołom. Na powierzchni pojedyncze znaleziska ceramiki średniowiecznej[7][a].

## Atrakcje turystyczne
- Białowodzka Góra
- Rezerwat przyrody Białowodzka Góra nad Dunajcem